# Robert Henry Lawrence
Robert Henry Lawrence Jr. (2 de outubro de 1935 – 8 de dezembro de 1967) foi um oficial da Força Aérea dos Estados Unidos e o primeiro astronauta afro-americano.

## Primeiros anos
Lawrence nasceu em 2 de outubro de 1935, em Chicago, estado de Illinois. Ele serviu como membro da Haines Elementary School e, com a idade de 16 anos, se graduou entre os dez melhores alunos da Englewood Technical Prep Academy, em Chicago, em 1952. Com a idade de 20 anos, ele se graduou na Bradley University, com o grau de bacharel em Química, e se tornou cadete da USAF, atingindo o posto de segundo-tenente.

## Força Aérea

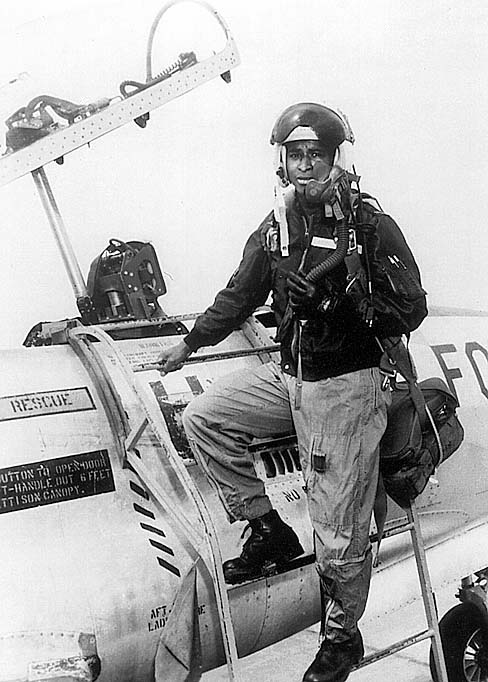
Robert Henry Lawrence durante sua carreira na Força Aérea

Com a idade de 21 anos, Lawrence foi designado como piloto da USAF, após completar um período de treinamento na Malden Air Force Base, Missouri.
No ano seguinte, ele se casou com Barbara Cress, filha de um casal de médicos de Chicago. Aos 25 anos, Lawrence completou suas atividades como instrutor de voo da USAF, em aviões de treinamento T-33, na Força Aérea Alemã.
Em 1965, Lawrence obteve um Ph.D. em físico-química pela Universidade Estadual de Ohio. Sua tese de doutorado teve como título "The Mechanism Of The Tritium Beta Ray Induced Exchange Reaction Of Deuterium With Methane and Ethane In The Gas Phase."
Pouco depois, ele atingiu o patamar de piloto sênior da USAF, acumulando mais de 2.500 horas de voo, 2.000 das quais em jatos. Lawrence voou em muitos testes no Lockheed F-104 Starfighter para investigar instabilidades observadas em voos do avião-foguete North American X-15. Posteriormente, a própria NASA concederia citação honrosa a Lawrence por manobras que permitiram a coleta de dados que "contribuiram grandemente para o desenvolvimento dos ônibus espaciais."

## Astronauta
O MOL foi particularmente excitante para Bob porque ele estava em um programa que lhe oferecia a oportunidade de fazer as duas coisas que ele mais amava — ciência experimental e voo.

— Barbara Cress Lawrence, viúva de Lawrence, a respeito do trabalho de seu marido no programa MOL.
Em junho de 1967, Lawrence completou com êxito o teste para a U.S. Air Force Test Pilot School na Edwards AFB, Califórnia. No mesmo mês, ele foi selecionado pela USAF como um astronauta do programa Manned Orbital Laboratory (MOL), o que o tornou o primeiro astronauta negro.
Robert Henry Lawrence foi também um membro da fraternidade Omega Psi Phi.

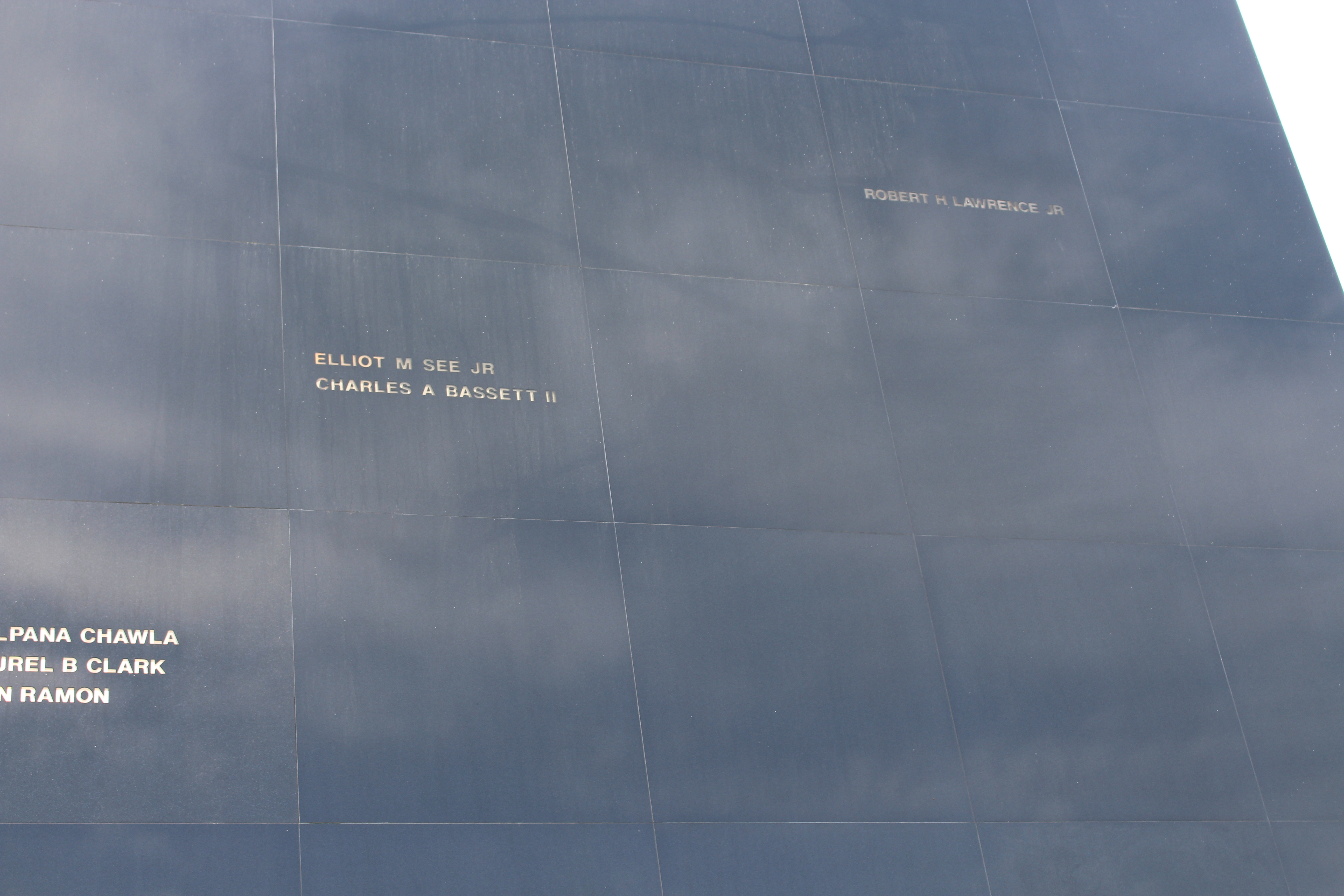
O nome de Robert Henry Lawrence Jr no Space Mirror Memorial.

## Morte e legado
Lawrence morreu em um acidente com um avião F-104 Starfighter na Base Aérea de Edwards, Califórnia, em 8 de dezembro de 1967, aos 32 anos de idade. Na ocasião, ele voava no assento posterior, como piloto instrutor para um voo teste de treinamento, ensinando a um aluno técnicas diversas. O aluno-piloto fez uma súbita aproximação da pista de pouso e não conseguiu controlar o avião, que se chocou contra o solo, se incendiando e rolando seguidamente. O piloto, que estava no assento dianteiro, conseguiu acionar o ejetor e sobreviveu, ainda que com alguns ferimentos. Contudo, Lawrence, no assento traseiro, não conseguiu fazê-lo com a mesma rapidez e terminou morto.
Se Lawrence tivesse sobrevivido, certamente estaria entre os astronautas do projeto MOL, que posteriormente se tornou o sétimo grupo de astronautas da NASA, após o cancelamento do projeto ao qual estavam inicialmente engajados, sendo que todos eles voaram em ônibus espaciais.
Durante sua breve carreira, Lawrence conquistou a medalha Air Force Commendation Medal, e a Outstanding Unit Citation. Em 8 de dezembro de 1997, seu nome foi incluído no Space Mirror Memorial, no Kennedy Space Center, na Florida.
Em 1971, os astronautas David Scott e James Irwin, tripulantes da Apolo 15, a quarta nave tripulada a pousar na Lua, deixaram em solo lunar uma pequena escultura, representando todos os astronautas estadunidenses e cosmonautas soviéticos que haviam morrido em missões ou em treinamento, bem como uma pequena placa, contendo os nomes dos falecidos. Na placa, contudo, não constava o nome de Lawrence, o que deu margem ao surgimento de comentários denunciando racismo por parte da NASA. Mas a agência espacial prontamente rebateu afirmando que o nome de Lawrence na fora incluído porque ele morrera antes de haver concluído seu treinamento como astronauta, de modo que não poderia oficialmente ser apresentado como tal.
A espaçonave do tipo Cygnus, utilizada para enviar suprimentos à Estação Espacial Internacional, em fevereiro de 2020, foi batizada como SS. Robert H. Lawrence.
A cratera lunar Lawrence foi assim batizada em homenagem a Robert Henry Lawrence e também ao físico estadunidense Ernest Orlando Lawrence, laureado com um Prêmio Nobel.